# Unterplanitzing

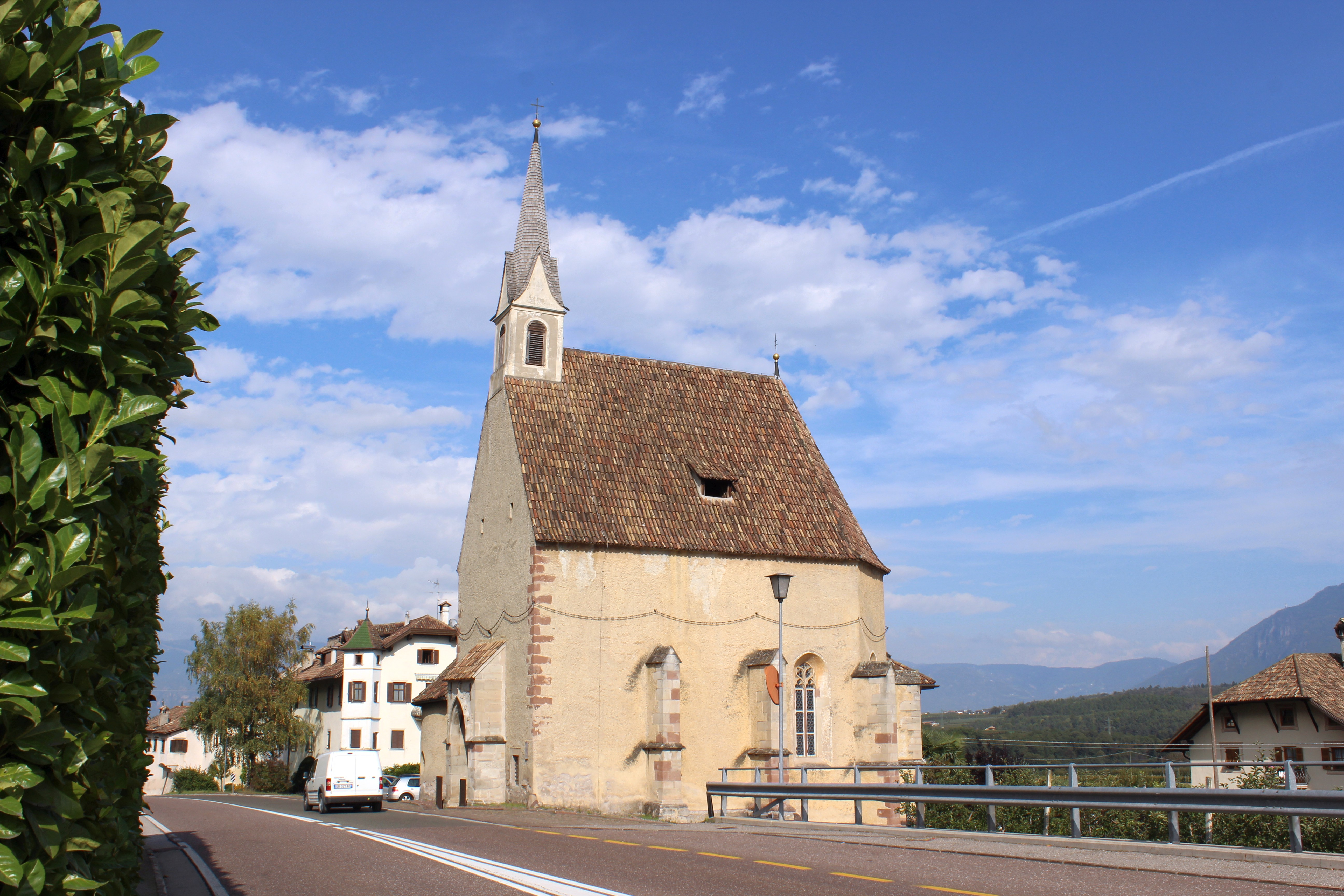
Unterplanitzing mit der St.-Leonhards-Kirche

Unterplanitzing (italienisch Pianizza di Sotto) ist ein Dorf in der Gemeinde Kaltern in Südtirol (Italien). Die Ortschaft befindet sich auf etwa 430 m Höhe – unterhalb von Oberplanitzing – im Überetsch.
Das den Charakter eines Straßendorfes tragende Unterplanitzing befindet sich im Norden des Gemeindegebiets, umgeben von weitläufigen Rebflächen. Möglicherweise befand sich hier einst die Kreuzung der Überetscher Straße mit dem alten zum Mendelpass führenden Weg. Der kleine Ortskern, an dem direkt die Weinstraße vorbeiführt, besteht im Wesentlichen aus der spätgotischen St.-Leonhards-Kirche und einem verschachtelten Gebäudekomplex, der teils bäuerlich, teils ansitzartig anmutet. Hier fand bis ins 19. Jahrhundert zu Ehren des Kirchenpatrons ein Leonhardiritt statt.
Der Ortsname ist bereits im sogenannten „Vigiliusbrief“, einer urkundlichen Aufzeichnung der Bischöfe von Trient aus dem 11. Jahrhundert, die auf Vorlagen noch aus dem 9. Jahrhundert fußt, als „Planitia“ belegt.
Knapp unterhalb Unterplanitzings befindet sich mit dem ehemaligen Ansitz Löwenfeld, dem heutigen Gasthaus Christl im Loch, ein beliebtes Ausflugsziel.